# Warnie Kępy
Warnie Kępy (en alemán:Warnitz-Wiesen o Warnitzwiesen)
es una isla polaca localizada en la bahía de Szczecin, cerca de Wolin y Karsibór. Warnie Kępy está deshabitada y ha sido un lugar bajo protección natural debido a sus muchas especies animales (especialmente por ser lugar de anidamiento de las aves).
La isla está integrada dentro del ámbito del Parque nacional de Wolin. Administrativamente, la isla pertenece a la ciudad de Swinoujscie. 
El nombre de Warnie Kępy fue presentado oficialmente en 1949, reemplazando el antiguo nombre alemán de la isla Warnitz-Wiesen que fue usado durante el control alemán de ese territorio hasta la Segunda Guerra Mundial.